# Stichting Herenboeren Nederland
De Stichting Herenboeren Nederland is een Nederlandse organisatie die duurzaam opererende, kleinschalige coöperatieve boerenbedrijven stimuleert en ondersteunt. Bij een dergelijk boerenbedrijf delen huishoudens het aandeelhouderschap, terwijl een professionele boer het meeste werk verricht. De mede-eigenaren ('Herenboeren' genoemd) mogen zelf ook werkzaamheden verrichten op de 'Herenboerderij'.
Een dergelijke Herenboerderij is een gemengd bedrijf. Dat wil zeggen dat er kleinschalige landbouw plaatsvindt, waarbij ook fruit gekweekt wordt en dieren worden gehouden, zoals varkens, kippen en koeien.
Het doel van het initiatief is om voedsel te telen dicht bij huis, op natuurgedreven wijze, als een alternatief voor de intensieve landbouw en veeteelt.

## Werkwijze
Bij het opstarten van een nieuwe Herenboerderij leggen rond de 200 huishoudens eenmalig een bedrag van € 2000 - € 2500 in, zodat het benodigde startkapitaal wordt bereikt. Met dit geld kan de boerderij worden opgestart. Elk deelnemend huishouden is aandeelhouder van de boerderij. Daarnaast betaalt elk huishouden een maandelijkse bijdrage, waarmee loonkosten, pacht en onderhoud worden betaald. De hoogte van dat bedrag hangt af van het oogstpakket dat elk huishouden ontvangt, bestaande uit producten afkomstig van de boerderij.
De lokale boerderij betaalt bij de opstart een eenmalig startbedrag aan de Stichting Herenboeren Nederland. Vervolgens draagt de boerderij nog een jaarlijkse vergoeding af, waarmee de Stichting onder andere onderzoek, voorlichting, diensten en verzekeringen bekostigt.

## Herenboerderijen in Nederland
In de periode 2016 tot en met 2024 zijn er 22 Herenboerderijen in Nederland van start gegaan. Daarnaast zijn er anno 2024 nog zo'n 35 initiatiefgroepen ('kartrekkersgroepen') bezig met de oprichting van hun eigen Herenboerderij.
- Herenboeren Wilhelminapark (Boxtel, 2016)[6]
- Herenboeren De Groote Modderkolk (Loenen, 2019)
- Herenboeren De Vlinderstrik (Rotterdam-Noord, 2019)
- Herenboeren Goedentijd (Tilburg, 2020)
- Herenboeren Land van Weert (Weert, 2020)
- Herenboeren De Groote Heide (Soerendonk, 2020)
- Herenboeren Wenumseveld (Apeldoorn-Noord, 2020)
- Herenboeren Op ‘t Lies (Breda, 2020)
- Herenboeren Hof van Rhee (Assen, 2021)
- Herenboeren Aan den Drecht (Leimuiden, 2021)[7][8]
- Herenboeren Duinstreek (Bergen, NH, 2022)
- Herenboeren Heemstede (Heemstede, 2022)[9]
- Herenboeren Nieuw-Bureveld (De Bilt, 2022)
- Herenboeren Willemshoeve (Soest-Baarn, 2022)
- Herenboeren Landmeerse Loop (Boekel, 2023)
- Herenboeren Usseler Es (Enschede, 2023)
- Herenboeren Lingezegen (Elst, 2023)
- Herenboeren Ulingshof (Venlo, 2023)
- Herenboeren Hoeve van der Meulen (Goes, 2024)
- Herenboeren Rhoon (Rotterdam-Zuid, 2024)
- Herenboeren Rorik (Beverwijk, 2024)
- Herenboeren 't Tullse Veld (Houten, 2024)